# Bay City Rollers
Bay City Rollers foi uma banda de música pop escocesa durante a metade da década de 1970. A jovialidade, as roupas estilosas e suas canções tornaram o grupo um dos mais populares do cenário artístico da época.
Ao período em que a banda esteve no auge deu-se o nome de Rollermania.
Devido a rápida notoriedade alcançada pela banda, a queda também deu-se numa velocidade espantosa e os membros acabaram envolvidos com drogas, problemas no pagamento de direitos autorais e problemas pessoais.